# Flatschach, Glanegg
Flatschach je naselje v Občini Glanegg v Okraju Trg na Koroškem v Avstriji.